# Wybory w 2009

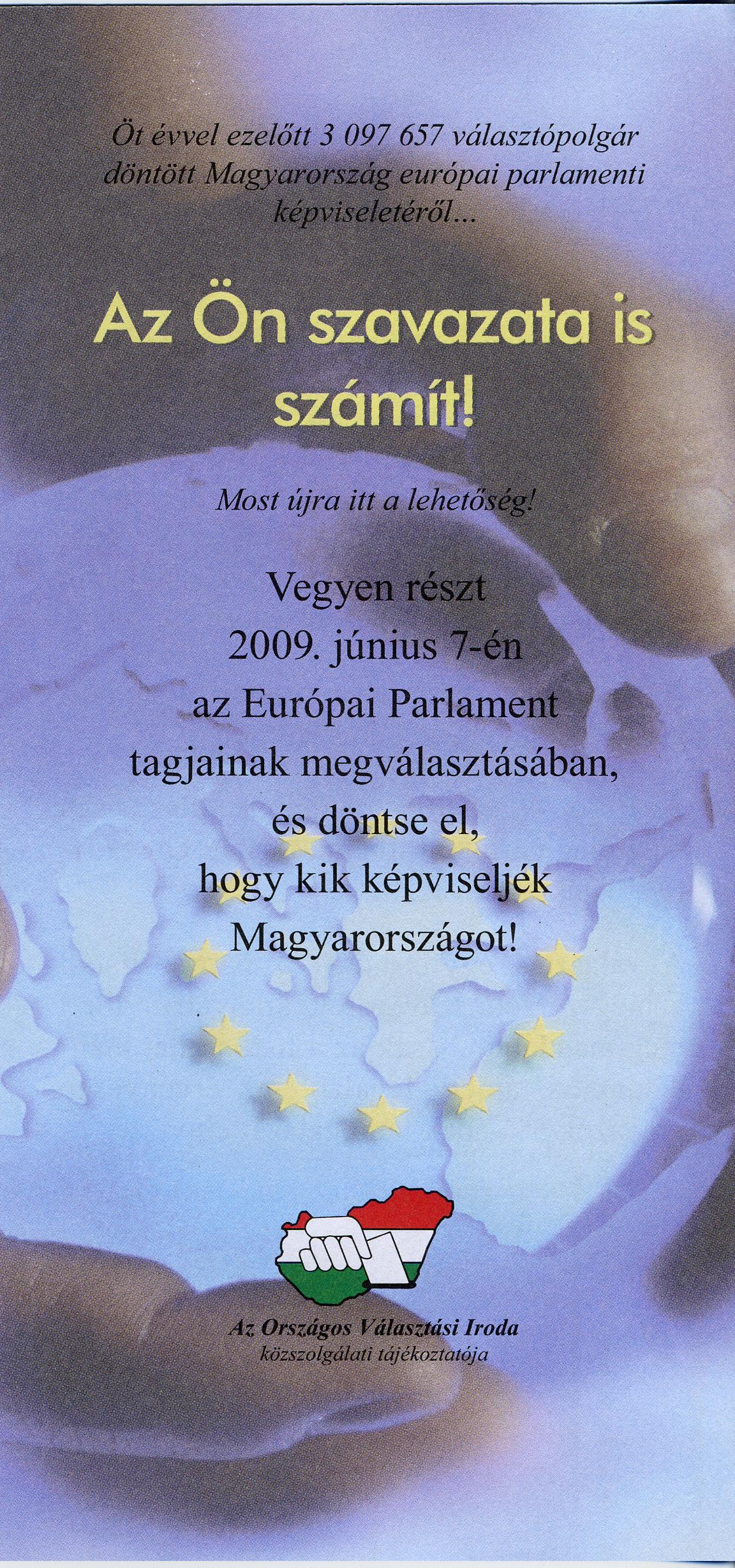
Broszura wyborcza na Węgrzech

Wybory w 2009 – lista ogólnokrajowych wyborów i referendów, które zaplanowane zostały na 2009 rok w suwerennych (de iure bądź de facto) państwach i ich terytoriach zależnych.

## Styczeń

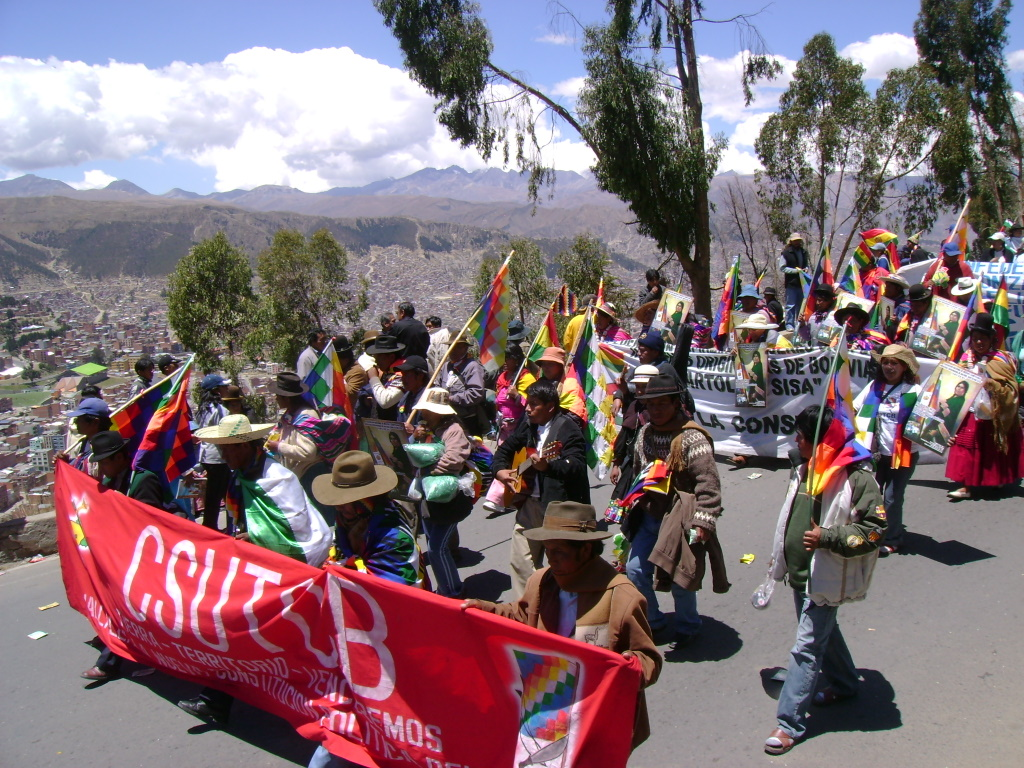
Marsz poparcia dla zmiany konstytucji w Boliwii

| Data        | Państwo  | Wybory        | Zwycięzca          | Uwagi                 | Źródło |
| ----------- | -------- | ------------- | ------------------ | --------------------- | ------ |
| 12 stycznia | Malta    | prezydenckie  | George Abela       | wybór przez parlament | [ 1 ]  |
| 18 stycznia | Salwador | parlamentarne | FMLN               |                       | [ 2 ]  |
| 25 stycznia | Boliwia  | referendum    | za                 |                       | [ 3 ]  |
| 30 stycznia | Somalia  | prezydenckie  | Szarif Szajh Ahmed | wybór przez parlament | [ 4 ]  |

## Luty

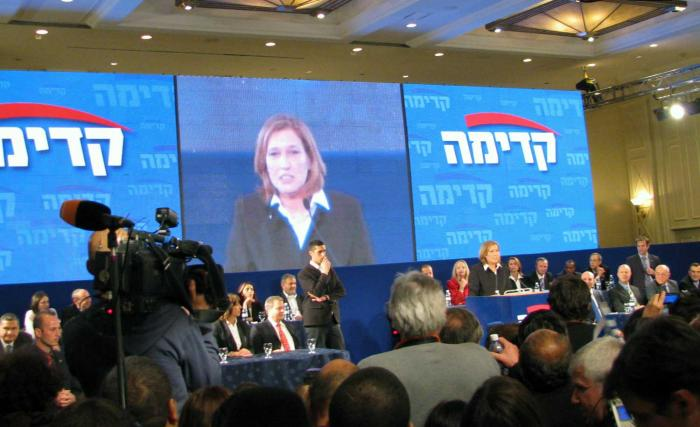
Wiec wyborczy w Izraelu

| Data      | Państwo             | Wybory        | Zwycięzca     | Uwagi                 | Źródło |
| --------- | ------------------- | ------------- | ------------- | --------------------- | ------ |
| 8 lutego  | Liechtenstein       | parlamentarne | VU            |                       | [ 5 ]  |
| 8 lutego  | Szwajcaria          | referendum    | za            |                       | [ 6 ]  |
| 8 lutego  | Turkmenistan        | parlamentarne | TDP           | III tura              | [ 7 ]  |
| 10 lutego | Izrael              | parlamentarne | Kadima        |                       | [ 8 ]  |
| 12 lutego | Polinezja Francuska | prezydenckie  | Oscar Temaru  | wybór przez parlament | [ 9 ]  |
| 15 lutego | Wenezuela           | referendum    | za            |                       | [ 10 ] |
| 16 lutego | Bangladesz          | prezydenckie  | Zillur Rahman | wybór przez parlament | [ 11 ] |

## Marzec

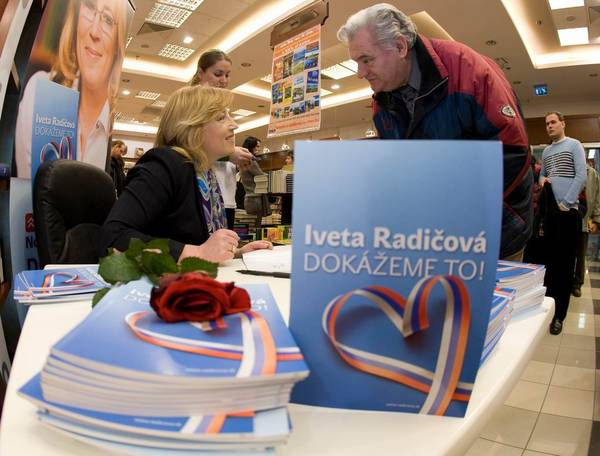
Kampania prezydencka na Słowacji

| Data     | Państwo           | Wybory        | Zwycięzca                                 | Uwagi                | Źródło |
| -------- | ----------------- | ------------- | ----------------------------------------- | -------------------- | ------ |
| 3 marca  | Mikronezja        | parlamentarne | kandydaci bezpartyjni                     |                      | [ 12 ] |
| 4 marca  | Pakistan          | senackie      | PPP                                       | wybory uzupełniające | [ 13 ] |
| 8 marca  | Korea Północna    | parlamentarne | Partia Pracy Korei                        |                      | [ 14 ] |
| 12 marca | Antigua i Barbuda | parlamentarne | UPP                                       |                      | [ 15 ] |
| 15 marca | Salwador          | prezydenckie  | Mauricio Funes                            |                      | [ 16 ] |
| 18 marca | Azerbejdżan       | referendum    | za                                        |                      | [ 17 ] |
| 21 marca | Słowacja          | prezydenckie  | Ivan Gašparovič                           | I tura               | [ 18 ] |
| 22 marca | Macedonia         | prezydenckie  | Gjorge Iwanow                             | I tura               | [ 19 ] |
| 29 marca | Czarnogóra        | parlamentarne | Koalicja na rzecz Europejskiej Czarnogóry |                      | [ 20 ] |
| 29 marca | Majotta           | referendum    | za                                        |                      | [ 21 ] |

## Kwiecień

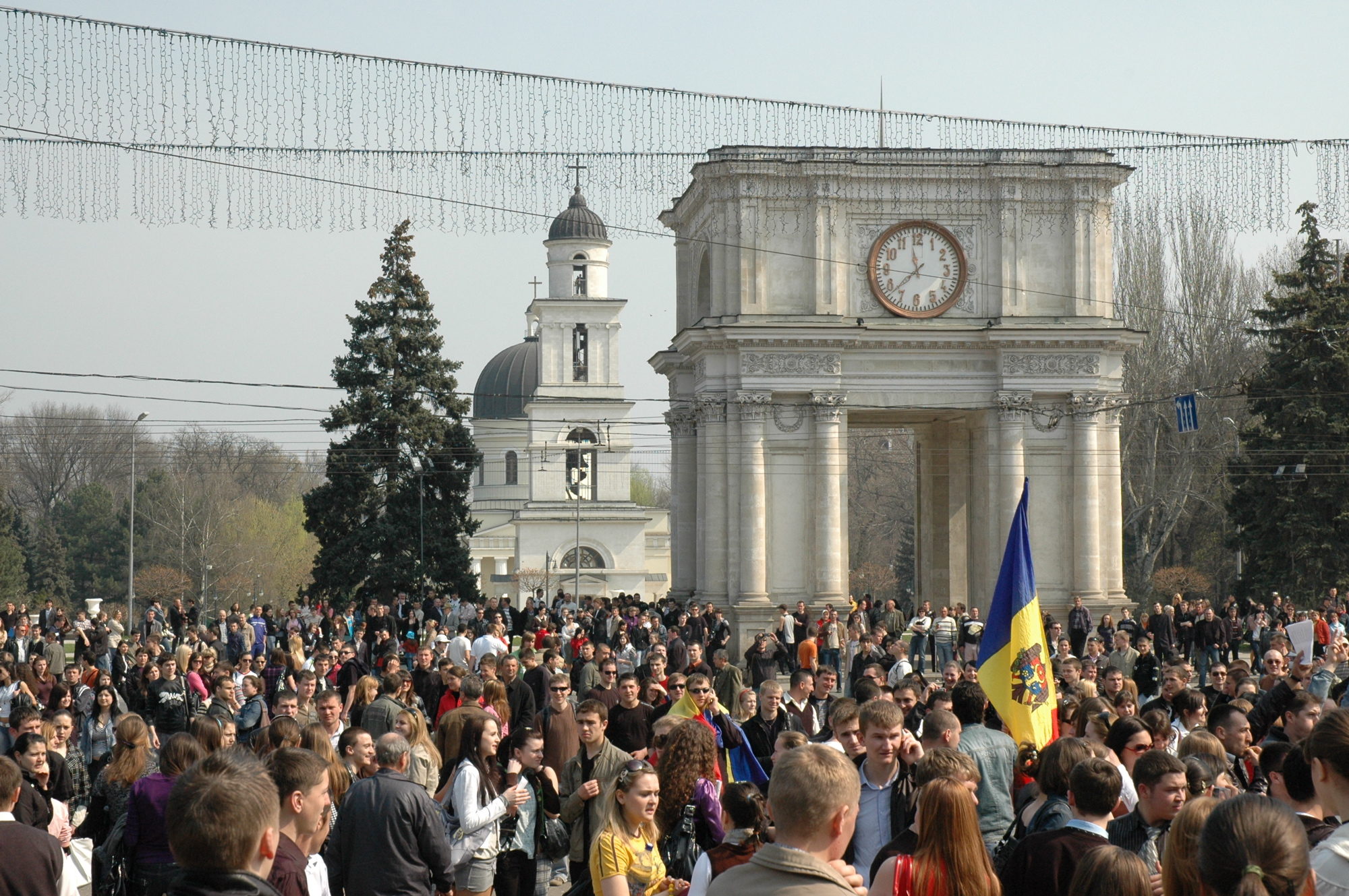
Powyborcze zamieszki w Mołdawii.

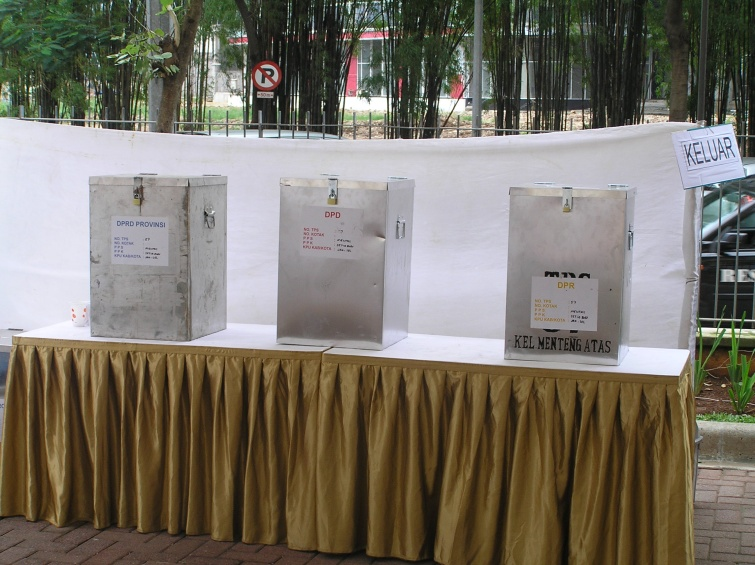
Urny wyborcze w Indonezji

| Data        | Państwo       | Wybory                     | Zwycięzca                  | Uwagi                    | Źródło        |
| ----------- | ------------- | -------------------------- | -------------------------- | ------------------------ | ------------- |
| 4 kwietnia  | Słowacja      | prezydenckie               | Ivan Gašparovič            | II tura                  | [ 22 ]        |
| 5 kwietnia  | Macedonia     | prezydenckie               | Gjorge Iwanow              | II tura                  | [ 23 ]        |
| 5 kwietnia  | Mołdawia      | parlamentarne              | PKRM                       | powtórne liczenie głosów | [ 24 ]        |
| 9 kwietnia  | Algieria      | prezydenckie               | Abd al-Aziz Buteflika      |                          | [ 25 ]        |
| 9 kwietnia  | Indonezja     | parlamentarne              | Partia Demokratyczna       |                          | [ 26 ]        |
| 16 kwietnia | Indie         | parlamentarne              | INC                        | I tura                   | [ 27 ]        |
| 19 kwietnia | Cypr Północny | parlamentarne              | UBP                        |                          | [ 28 ]        |
| 19 kwietnia | Haiti         | senackie                   | Front Nadziei              | I tura                   | [ 29 ]        |
| 22 kwietnia | RPA           | parlamentarne              | ANC                        |                          | [ 30 ]        |
| 23 kwietnia | Indie         | parlamentarne              | INC                        | II tura                  | [ 27 ]        |
| 25 kwietnia | Islandia      | parlamentarne              | Sojusz                     |                          | [ 31 ] [ 32 ] |
| 26 kwietnia | Andora        | parlamentarne              | PS                         |                          | [ 33 ]        |
| 26 kwietnia | Ekwador       | prezydenckie parlamentarne | Rafael Correa Alianza PAIS |                          | [ 34 ] [ 35 ] |
| 30 kwietnia | Indie         | parlamentarne              | INC                        | III tura                 | [ 27 ]        |

## Maj

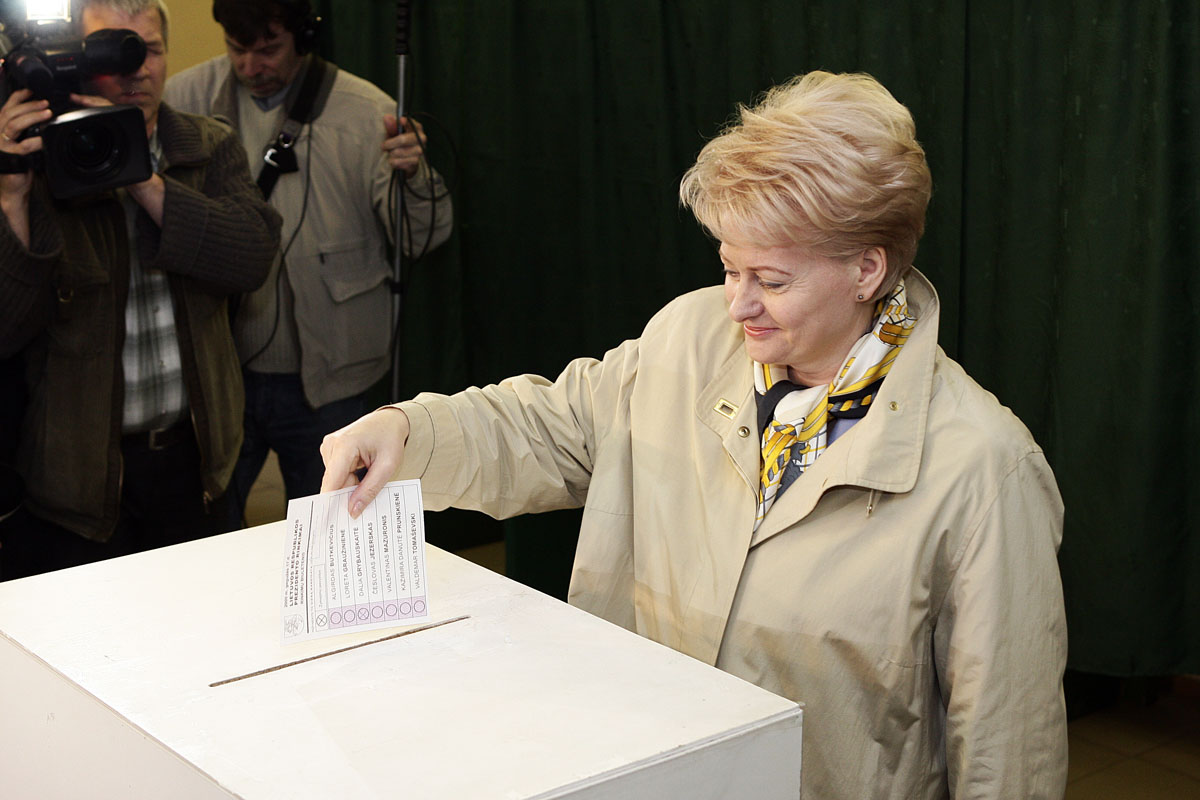
Dalia Grybauskaitė w czasie wyborów prezydenckich

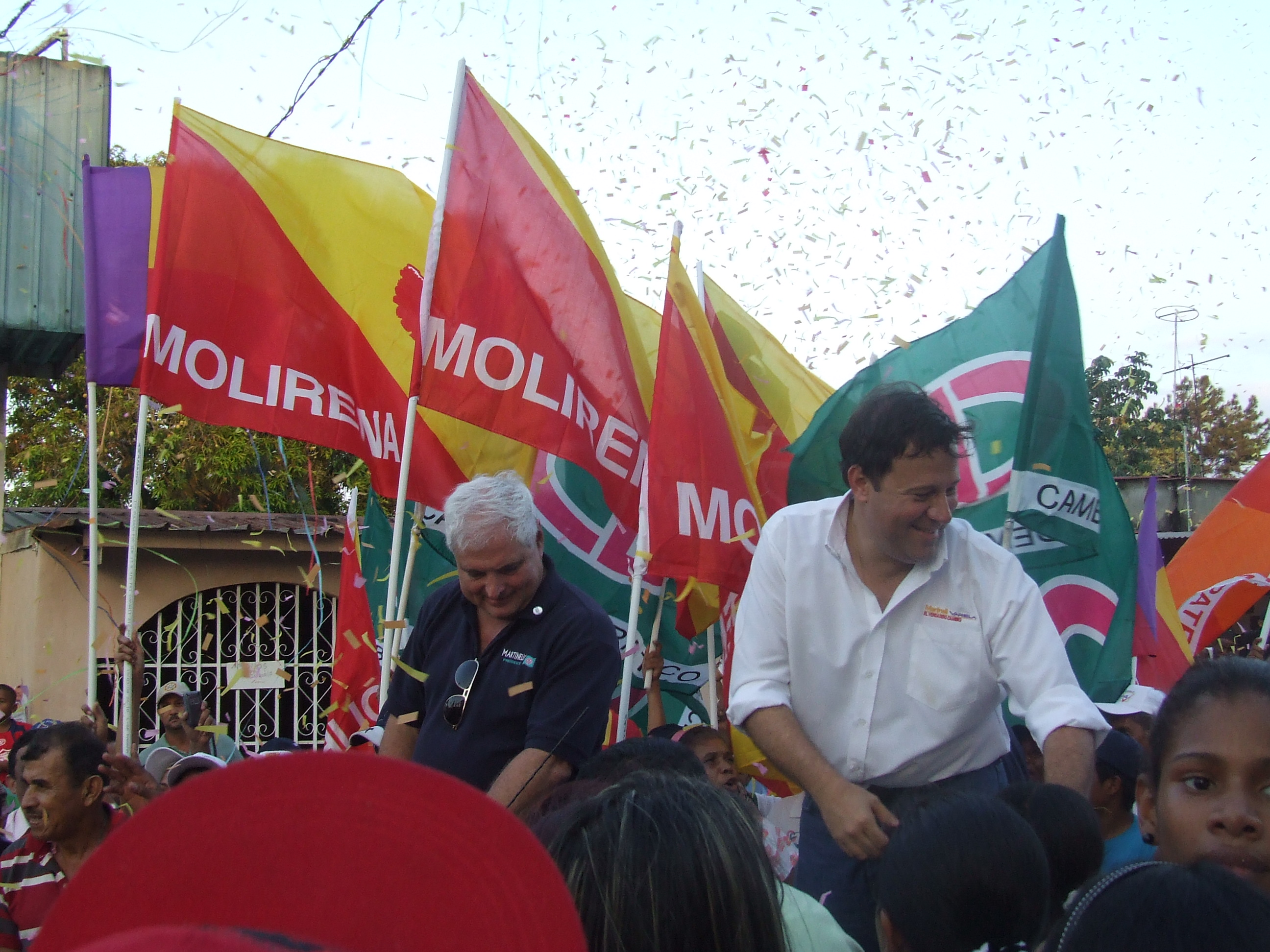
Kampania wyborcza w Panamie

| Data    | Państwo           | Wybory                     | Zwycięzca                                | Uwagi                              | Źródło        |
| ------- | ----------------- | -------------------------- | ---------------------------------------- | ---------------------------------- | ------------- |
| 3 maja  | Panama            | prezydenckie parlamentarne | Ricardo Martinelli Alianza por el Cambio |                                    | [ 36 ] [ 37 ] |
| 6 maja  | RPA               | prezydenckie               | Jacob Zuma                               | wybór przez parlament              | [ 38 ]        |
| 7 maja  | Indie             | parlamentarne              | INC                                      | IV tura                            | [ 27 ]        |
| 9 maja  | Malediwy          | parlamentarne              | Dhivehi Rayyithunge Party                |                                    | [ 39 ]        |
| 10 maja | Nowa Kaledonia    | parlamentarne              | Zgromadzenie-UMP                         |                                    | [ 40 ]        |
| 13 maja | Indie             | parlamentarne              | INC                                      | V tura                             | [ 27 ] [ 41 ] |
| 16 maja | Kuwejt            | parlamentarne              | brak partii                              |                                    | [ 42 ]        |
| 17 maja | Komory            | referendum                 | za                                       |                                    | [ 43 ]        |
| 17 maja | Litwa             | prezydenckie               | Dalia Grybauskaitė                       |                                    | [ 44 ]        |
| 17 maja | Szwajcaria        | referendum                 | za                                       |                                    | [ 45 ]        |
| 19 maja | Malawi            | prezydenckie parlamentarne | Bingu wa Mutharika DPP                   |                                    | [ 46 ]        |
| 20 maja | Kajmany           | parlamentarne referendum   | UDP · za                                 |                                    | [ 47 ] [ 48 ] |
| 20 maja | Mołdawia          | prezydenckie               | brak                                     | I runda, wybór przez parlament     | [ 49 ]        |
| 23 maja | Niemcy            | prezydenckie               | Horst Köhler                             | wybór przez Zgromadzenie Federalne | [ 50 ]        |
| 24 maja | Mongolia          | prezydenckie               | Cachiagijn Elbegdordż                    |                                    | [ 51 ]        |
| 31 maja | Osetia Południowa | parlamentarne              | Jedność                                  |                                    | [ 52 ]        |

## Czerwiec

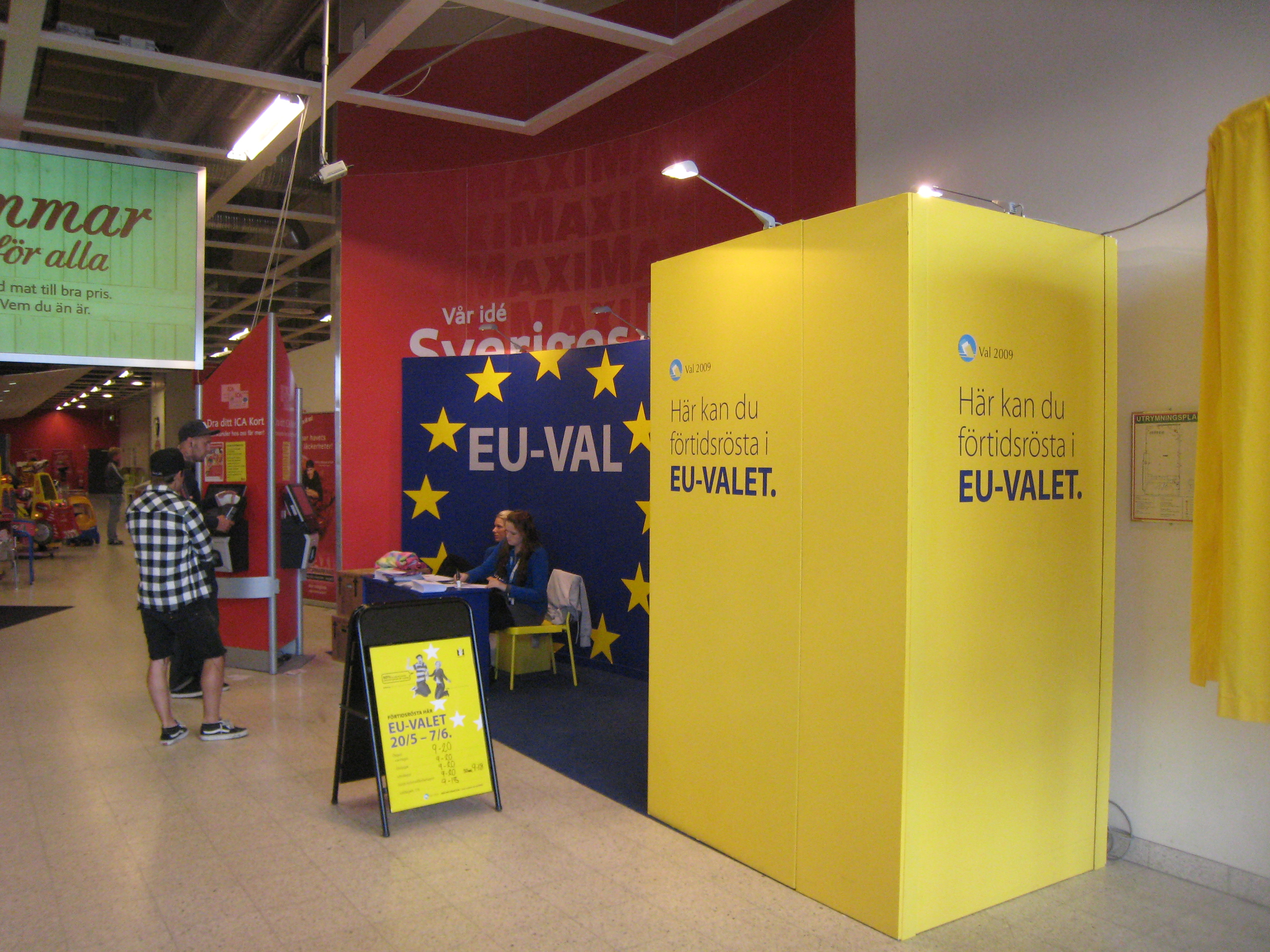
Wybory do Parlamentu Europejskiego w Szwecji.

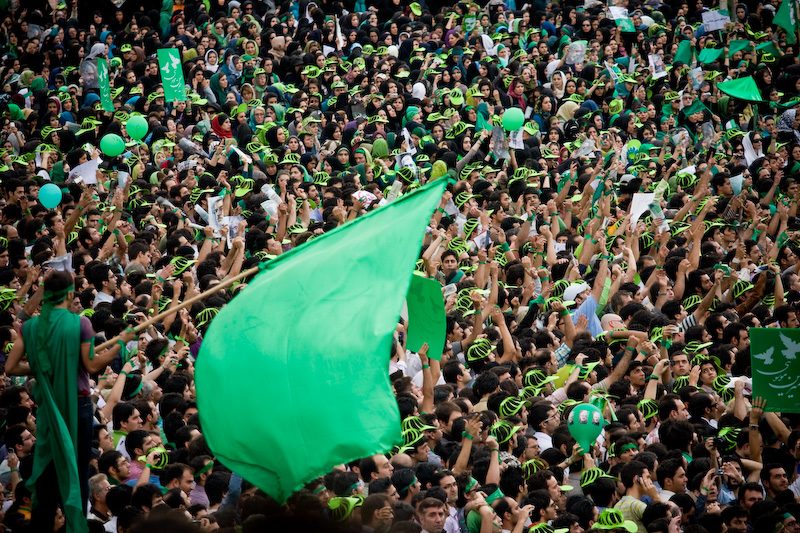
Kampania prezydencka w Iranie

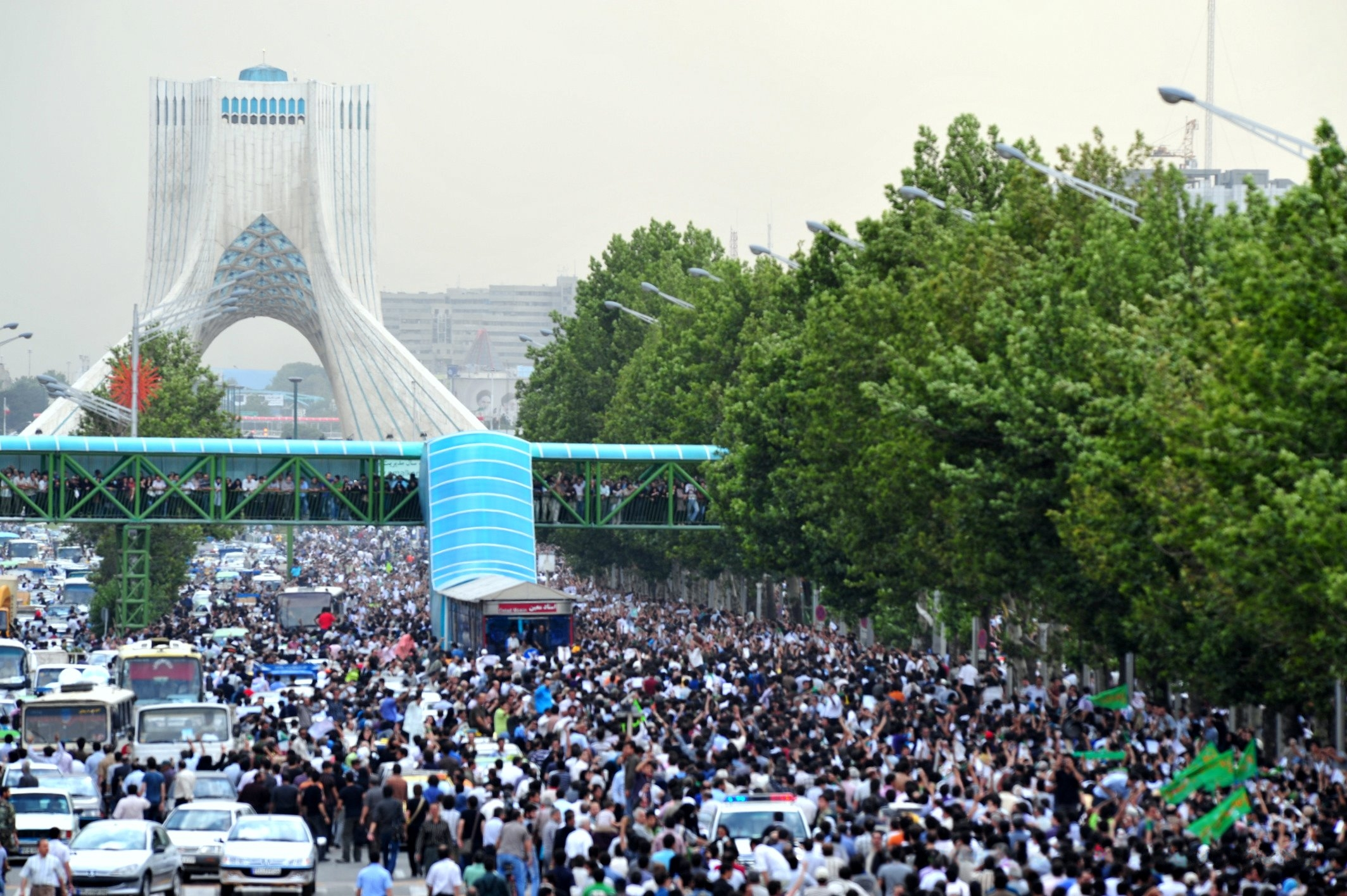
Zamieszki po wyborach w Iranie.

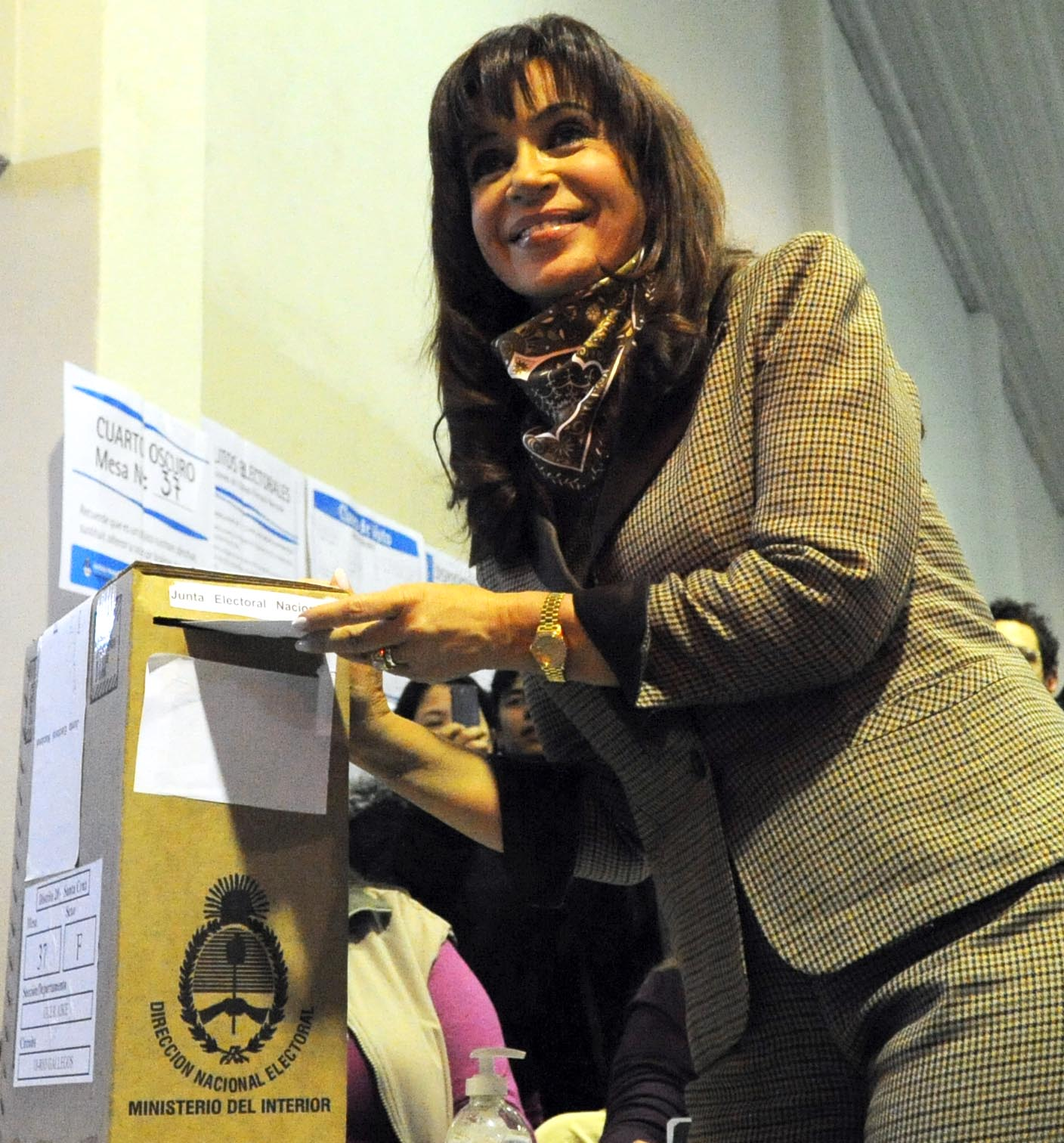
Argentyńska prezydent głosująca w wyborach

| Data           | Państwo         | Wybory            | Zwycięzca                      | Uwagi                           | Źródło        |
| -------------- | --------------- | ----------------- | ------------------------------ | ------------------------------- | ------------- |
| 2 czerwca      | Grenlandia      | parlamentarne     | Wspólnota Ludzka               |                                 | [ 53 ]        |
| 3 czerwca      | Mołdawia        | prezydenckie      | brak                           | II runda, wybór przez parlament | [ 54 ]        |
| 4-7 czerwca    | UE              | europarlamentarne | EPP                            |                                 | [ 55 ]        |
| ** 4 czerwca   | Holandia        | europarlamentarne | CDA                            |                                 | [ 56 ]        |
| ** 4 czerwca   | Wielka Brytania | europarlamentarne | Partia Konserwatywna           |                                 | [ 57 ]        |
| ** 5-6 czerwca | Czechy          | europarlamentarne | ODS                            |                                 | [ 58 ]        |
| ** 5 czerwca   | Irlandia        | europarlamentarne | Fine Gael                      |                                 | [ 59 ]        |
| ** 6 czerwca:  | Cypr            | europarlamentarne | DISY                           |                                 | [ 60 ]        |
| ** 6 czerwca   | Łotwa           | europarlamentarne | PS                             |                                 | [ 61 ]        |
| ** 6 czerwca   | Malta           | europarlamentarne | PL                             |                                 | [ 62 ]        |
| ** 6 czerwca   | Słowacja        | europarlamentarne | Kierunek – Socjalna Demokracja |                                 | [ 63 ]        |
| ** 6-7 czerwca | Włochy          | europarlamentarne | Lud Wolności                   |                                 | [ 64 ]        |
| ** 7 czerwca   | Austria         | europarlamentarne | ÖVP                            |                                 | [ 65 ]        |
| ** 7 czerwca   | Belgia          | europarlamentarne | CD&V                           |                                 | [ 66 ]        |
| ** 7 czerwca   | Bułgaria        | europarlamentarne | GERB                           |                                 | [ 67 ]        |
| ** 7 czerwca   | Dania           | europarlamentarne | Socialdemokraterne             |                                 | [ 68 ]        |
| ** 7 czerwca   | Estonia         | europarlamentarne | KE                             |                                 | [ 69 ]        |
| ** 7 czerwca   | Finlandia       | europarlamentarne | KOK                            |                                 | [ 70 ]        |
| ** 7 czerwca   | Francja         | europarlamentarne | UMP                            |                                 | [ 71 ]        |
| ** 7 czerwca   | Grecja          | europarlamentarne | PASOK                          |                                 | [ 72 ]        |
| ** 7 czerwca   | Hiszpania       | europarlamentarne | PP                             |                                 | [ 73 ]        |
| ** 7 czerwca   | Litwa           | europarlamentarne | Związek Ojczyzny               |                                 | [ 74 ]        |
| ** 7 czerwca   | Luksemburg      | europarlamentarne | CSV                            |                                 | [ 75 ]        |
| ** 7 czerwca   | Niemcy          | europarlamentarne | CDU                            |                                 | [ 76 ]        |
| ** 7 czerwca   | Polska          | europarlamentarne | PO                             |                                 | [ 77 ]        |
| ** 7 czerwca   | Portugalia      | europarlamentarne | PSD                            |                                 | [ 78 ]        |
| ** 7 czerwca   | Rumunia         | europarlamentarne | PSD+PC                         |                                 | [ 79 ]        |
| ** 7 czerwca   | Słowenia        | europarlamentarne | SDS                            |                                 | [ 80 ]        |
| ** 7 czerwca   | Szwecja         | europarlamentarne | SAP                            |                                 | [ 81 ]        |
| ** 7 czerwca   | Węgry           | europarlamentarne | Fidesz                         |                                 | [ 82 ]        |
| 7 czerwca      | Dania           | referendum        | za                             |                                 | [ 83 ] [ 84 ] |
| 7 czerwca      | Liban           | parlamentarne     | Sojusz 14 Marca                |                                 | [ 85 ]        |
| 7 czerwca      | Luksemburg      | parlamentarne     | CSV                            |                                 | [ 86 ]        |
| 12 czerwca     | Iran            | prezydenckie      | Mahmud Ahmadineżad             | powtórne liczenie głosów        | [ 87 ]        |
| 21 czerwca     | Haiti           | senackie          | Front Nadziei                  | II tura                         | [ 88 ]        |
| 21-22 czerwca  | Włochy          | referendum        | za                             |                                 | [ 89 ]        |
| 28 czerwca     | Albania         | parlamentarne     | PDS                            |                                 | [ 90 ]        |
| 28 czerwca     | Argentyna       | parlamentarne     | Acuerdo Cívico y Social        |                                 | [ 91 ]        |
| 28 czerwca     | Gwinea Bissau   | prezydenckie      | Malam Bacai Sanhá              | I tura                          | [ 92 ]        |

## Lipiec

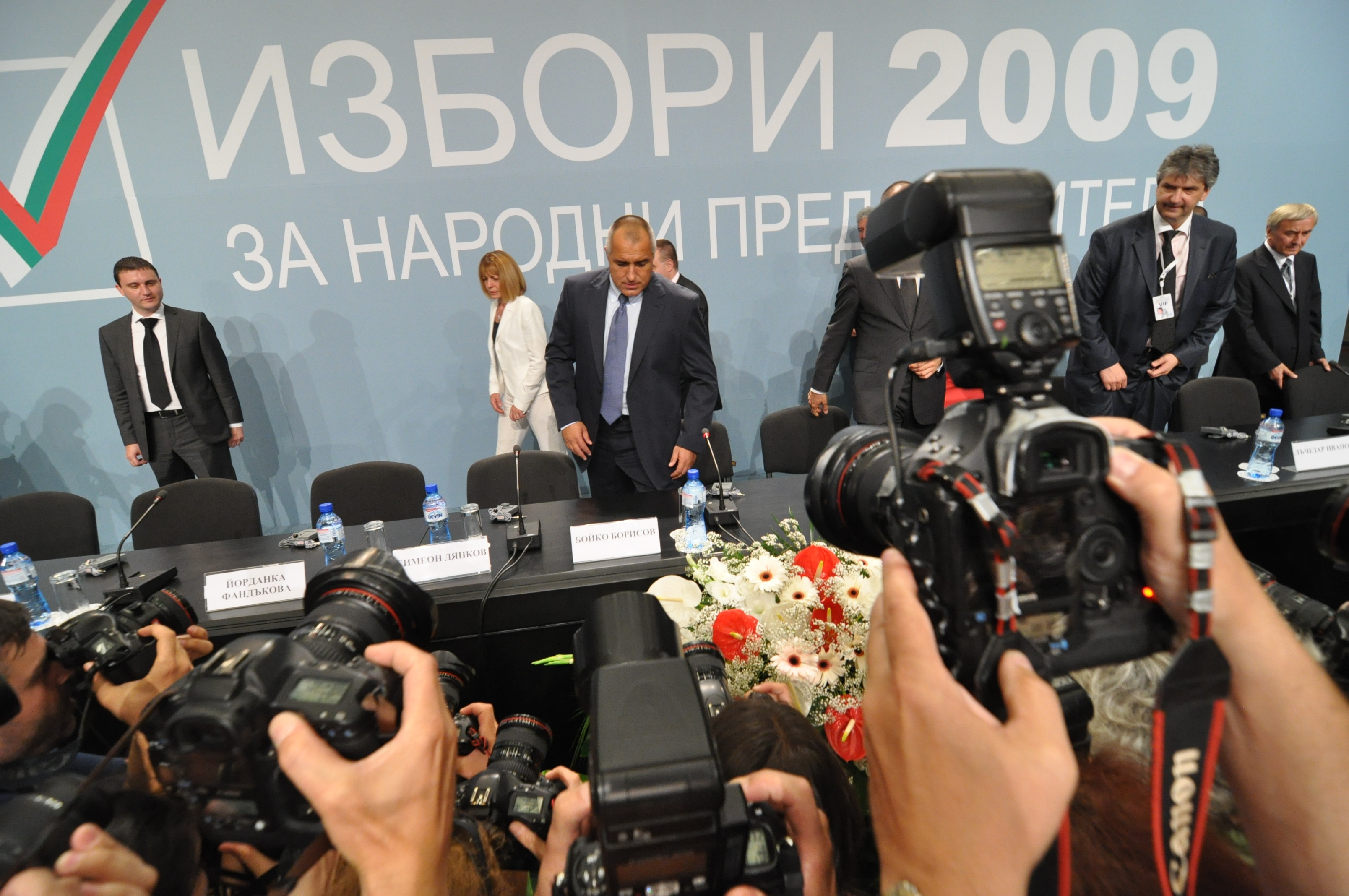
Konferencja wyborcza w Bułgarii

| Data                 | Państwo       | Wybory        | Zwycięzca                | Uwagi   | Źródło  |
| -------------------- | ------------- | ------------- | ------------------------ | ------- | ------- |
| 5 lipca              | Bułgaria      | parlamentarne | GERB                     |         | [ 93 ]  |
| 5 lipca              | Meksyk        | parlamentarne | PRI                      |         | [ 94 ]  |
| 8 lipca              | Indonezja     | prezydenckie  | Susilo Bambang Yudhoyono |         | [ 95 ]  |
| 12 lipca             | Kongo         | prezydenckie  | Denis Sassou-Nguesso     |         | [ 96 ]  |
| 18 lipca             | Mauretania    | prezydenckie  | Muhammad uld Abd al-Aziz |         | [ 97 ]  |
| 23 lipca             | Kirgistan     | prezydenckie  | Kurmanbek Bakijew        |         | [ 98 ]  |
| 26 lipca             | Gwinea Bissau | prezydenckie  | Malam Bacai Sanhá        | II tura | [ 99 ]  |
| 29 lipca             | Mołdawia      | parlamentarne | PKRM                     |         | [ 100 ] |
| 31 lipca-21 sierpnia | Nowa Zelandia | referendum    | przeciw                  |         | [ 101 ] |

## Sierpień
| Data        | Państwo    | Wybory        | Zwycięzca            | Uwagi                            | Źródło  |
| ----------- | ---------- | ------------- | -------------------- | -------------------------------- | ------- |
| 4 sierpnia  | Niger      | referendum    | za                   |                                  | [ 102 ] |
| 20 sierpnia | Afganistan | prezydenckie  | Hamid Karzaj         | I tura, powtórne liczenie głosów | [ 103 ] |
| 30 sierpnia | Gabon      | prezydenckie  | Ali Bongo Ondimba    | powtórne liczenie głosów         | [ 104 ] |
| 30 sierpnia | Japonia    | parlamentarne | Partia Demokratyczna |                                  | [ 105 ] |

## Wrzesień
| Data         | Państwo    | Wybory        | Zwycięzca | Uwagi          | Źródło  |
| ------------ | ---------- | ------------- | --------- | -------------- | ------- |
| 1-2 września | Vanuatu    | prezydenckie  | Iolu Abil | wybór pośredni | [ 106 ] |
| 8 września   | Montserrat | parlamentarne | MCAP      |                | [ 107 ] |
| 14 września  | Norwegia   | parlamentarne | DnA       |                | [ 108 ] |
| 25 września  | Aruba      | parlamentarne | AVP       |                | [ 109 ] |
| 27 września  | Niemcy     | parlamentarne | CDU       |                | [ 110 ] |
| 27 września  | Portugalia | parlamentarne | PS        |                | [ 111 ] |
| 27 września  | Szwajcaria | referendum    | za        |                | [ 112 ] |

## Październik

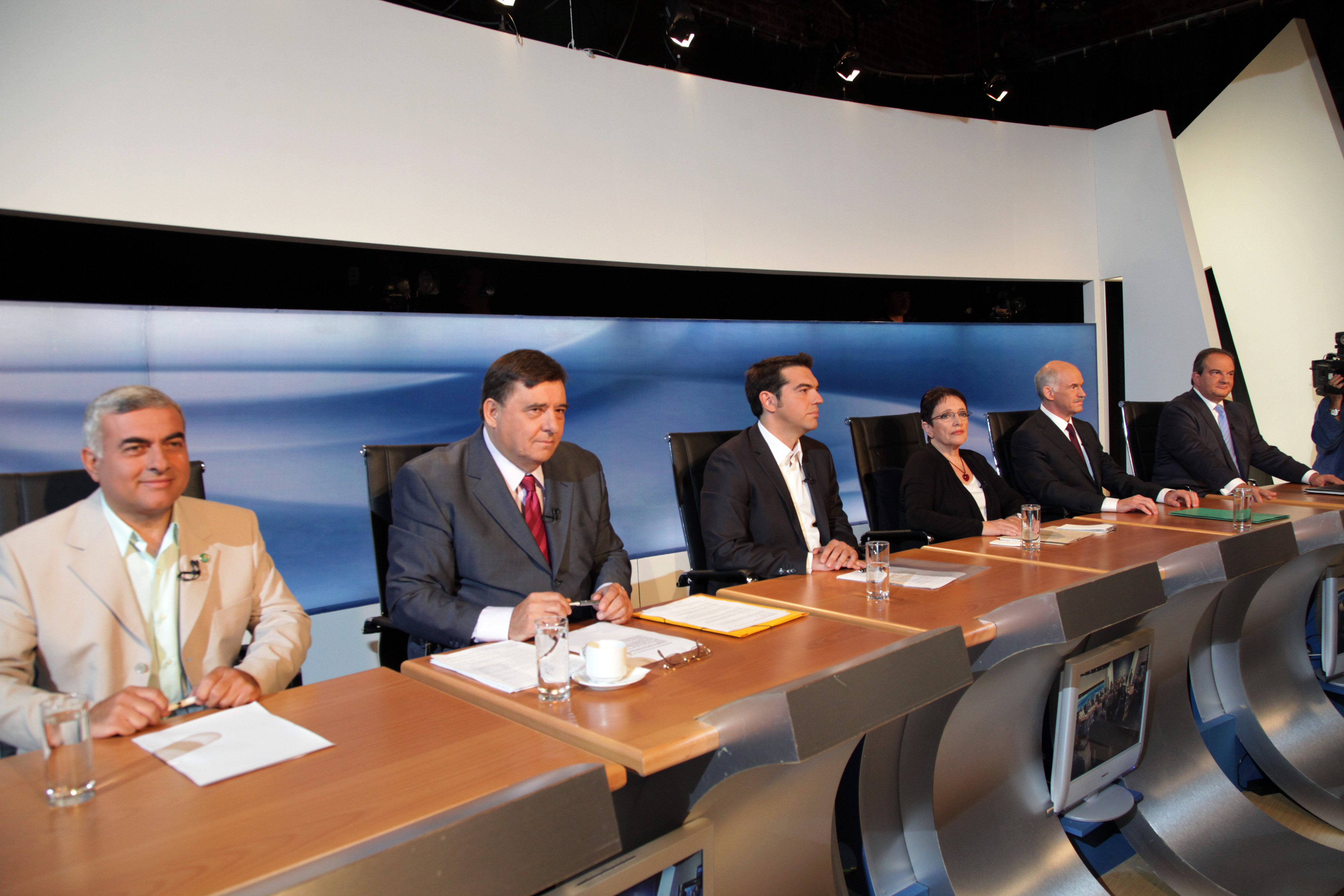
Debata wyborcza w greckiej telewizji

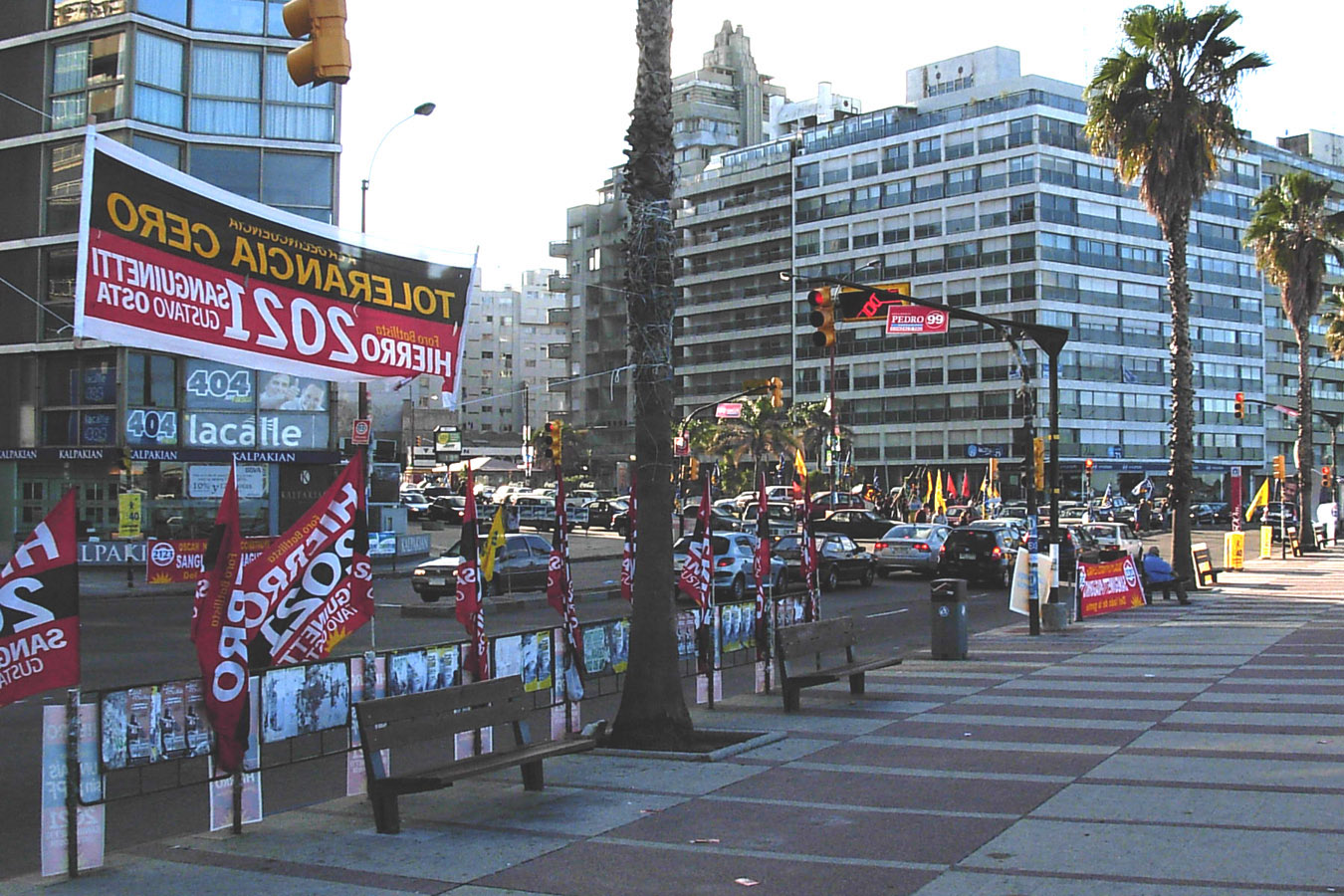
Urugwaj w okresie prawyborów

| Data            | Państwo         | Wybory                                | Zwycięzca                  | Uwagi                 | Źródło  |
| --------------- | --------------- | ------------------------------------- | -------------------------- | --------------------- | ------- |
| 2 października  | Irlandia        | referendum                            | za                         |                       | [ 113 ] |
| 4 października  | Grecja          | parlamentarne                         | PASOK                      |                       | [ 114 ] |
| 16 października | Botswana        | parlamentarne                         | BDP                        |                       | [ 115 ] |
| 20 października | Niger           | parlamentarne                         | MNSD-Nassara               |                       | [ 116 ] |
| 25 października | Tunezja         | prezydenckie parlamentarne            | Zajn al-Abidin ibn Ali RCD |                       | [ 117 ] |
| 25 października | Urugwaj         | prezydenckie parlamentarne referendum | José Mujica · FA · przeciw | I tura .              | [ 118 ] |
| 26 października | Wyspy Marshalla | prezydenckie                          | Jurelang Zedkaia           | wybór przez parlament | [ 119 ] |
| 28 października | Mozambik        | prezydenckie parlamentarne            | Armando Guebuza FRELIMO    |                       | [ 120 ] |

## Listopad

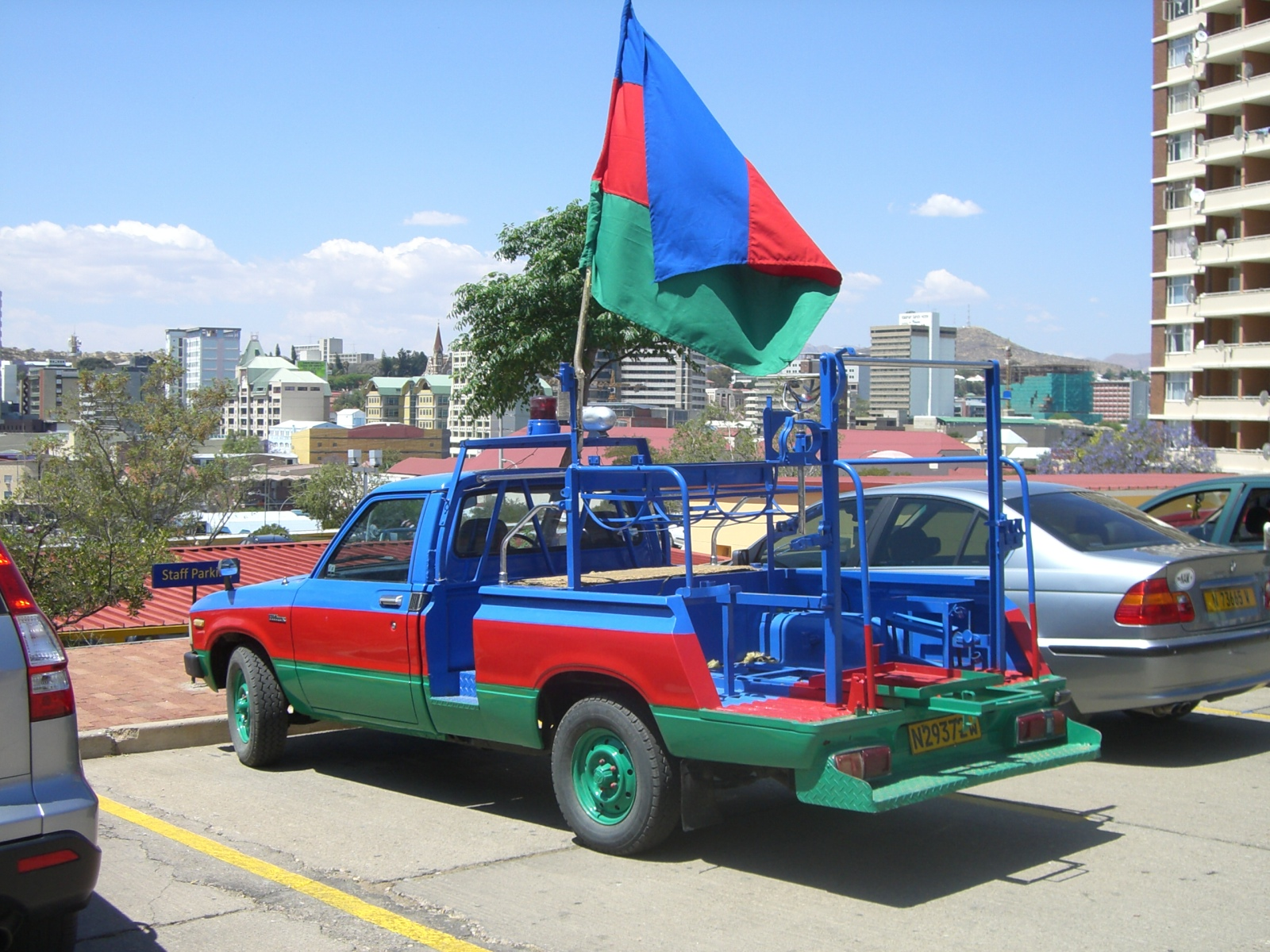
Samochód wyborczy partii SWAPO w Namibii

| Data            | Państwo                   | Wybory                       | Zwycięzca                           | Uwagi                                | Źródło          |
| --------------- | ------------------------- | ---------------------------- | ----------------------------------- | ------------------------------------ | --------------- |
| 7 listopada     | Mariany Północne          | gubernatorskie parlamentarne | Heinz Hofschneider Republican Party | I tura .                             | [ 121 ]         |
| 10 listopada    | Mołdawia                  | prezydenckie                 | brak                                | I tura wybór przez parlament         | [ 122 ]         |
| 22 listopada    | Rumunia                   | prezydenckie referendum      | Traian Băsescu · za                 | I tura .                             | [ 123 ]         |
| 23 listopada    | Mariany Północne          | gubernatorskie               | Benigno Repeki Fitial               | II tura                              | [ 124 ]         |
| 25 listopada    | Saint Vincent i Grenadyny | referendum                   | przeciw                             |                                      | [ 125 ]         |
| 27-28 listopada | Namibia                   | prezydenckie parlamentarne   | Hifikepunye Pohamba SWAPO           |                                      | [ 126 ]         |
| 29 listopada    | Gwinea Równikowa          | prezydenckie                 | Teodoro Obiang Nguema Mbasogo       |                                      | [ 127 ]         |
| 29 listopada    | Honduras                  | prezydenckie parlamentarne   | Porfirio Lobo Sosa PNH              | nieuznane przez większość krajów OPA | [ 128 ] [ 129 ] |
| 29 listopada    | Szwajcaria                | referendum                   | za, przeciw                         |                                      | [ 130 ]         |
| 29 listopada    | Urugwaj                   | prezydenckie                 | José Mujica                         | II tura                              | [ 131 ]         |

## Grudzień

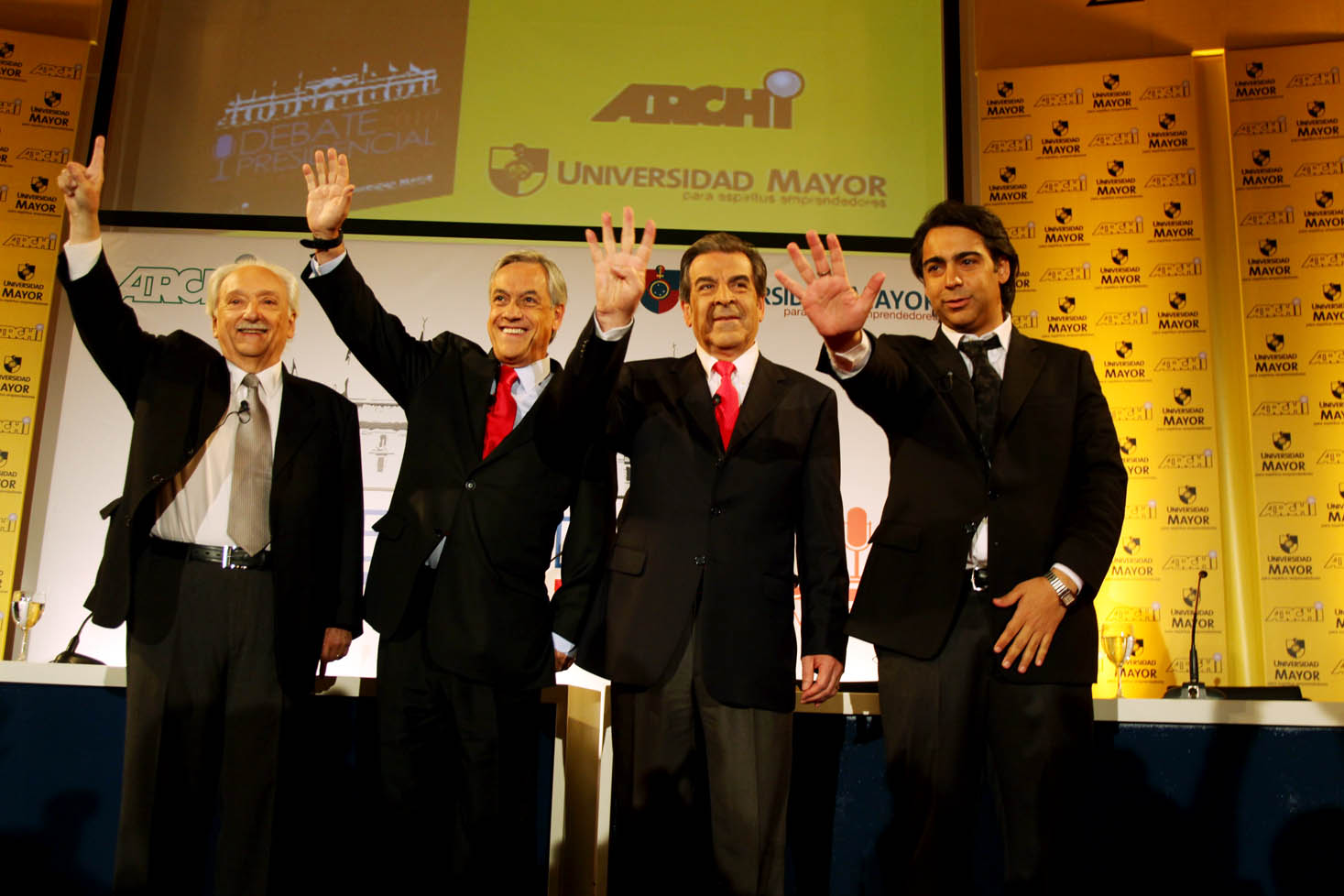
Debata prezydencka w Chile

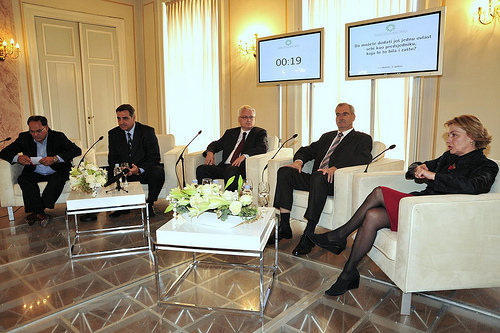
Debata prezydencka w Chorwacji

| Data                 | Państwo    | Wybory                     | Zwycięzca                                 | Uwagi                                       | Źródło  |
| -------------------- | ---------- | -------------------------- | ----------------------------------------- | ------------------------------------------- | ------- |
| 6 grudnia            | Boliwia    | prezydenckie parlamentarne | Evo Morales MAS                           |                                             | [ 132 ] |
| 6 grudnia 20 grudnia | Komory     | parlamentarne              | koalicja prezydencka                      | I tura II tura                              | [ 133 ] |
| 6 grudnia            | Rumunia    | prezydenckie               | Traian Băsescu                            | II tura, powtórne częściowe liczenie głosów | [ 134 ] |
| 7 grudnia            | Mołdawia   | prezydenckie               | brak                                      | II tura wybór przez parlament               | [ 135 ] |
| 12 grudnia           | Abchazja   | prezydenckie               | Siergiej Bagapsz                          |                                             | [ 136 ] |
| 13 grudnia           | Chile      | prezydenckie parlamentarne | Sebastián Piñera Koalicja na rzecz Zmiany | I tura .                                    | [ 137 ] |
| 18 grudnia           | Dominika   | parlamentarne              | DLP                                       |                                             | [ 138 ] |
| 27 grudnia           | Chorwacja  | prezydenckie               | Ivo Josipović                             | I tura                                      | [ 139 ] |
| 27 grudnia           | Uzbekistan | parlamentarne              | OʻzLiDeP                                  | I tura                                      | [ 140 ] |